# Trekkopje
Trekkopje este un oraș din Namibia. Are resurse importante de uraniu.